# دی دی رامون
داگلاس گلن کالوین (به انگلیسی: Douglas Glenn Colvin) با نام هنری دی دی رامون (انگلیسی: Dee Dee Ramone؛ ۱۸ سپتامبر ۱۹۵۱ – ۵ ژوئن ۲۰۰۲) موسیقی‌دان آلمانی‌تبار اهل ایالات متحده آمریکا بود. او از پایه‌گذاران گروه پانک راک رامونز بود که نوازندگی گیتار بیس، ترانه‌سرایی و گاه خوانندگی گروه را بر عهده داشت.
دی دی رامون مدتی کوتاه نیز با نام دی دی کینگ به موسیقی هیپ هاپ رو آورد اما زود به ریشه‌های پانکی‌اش بازگشت. او سال ۲۰۰۲ پس از یک دورهٔ طولانی اعتیاد به مواد مخدر بر اثر اووردوز هروئین درگذشت.